# Liste des chefs d'État comoriens
Cet article dresse la liste des chefs d'État comoriens depuis 1975. Il s'agit depuis 2001 du Président de l'union des Comores.

## État comorien (1975-1978)
| Portrait            | Titulaire (Naissance-mort)            | Mandat         | Mandat                 | Mandat                    | Parti politique | Titre |
| Portrait            | Titulaire (Naissance-mort)            | Début          | Fin                    | Durée                     | Parti politique | Titre |
| ------------------- | ------------------------------------- | -------------- | ---------------------- | ------------------------- | --------------- | --- |
|                     | Ahmed Abdallah Abderamane (1919-1989) | 6 juillet 1975 | 3 août 1975 (renversé) | 28 jours                  | UDC             | Président du gouvernement (jusqu'au 7 juillet 1975) Chef de l'État                                            |
| Saïd Mohamed Jaffar | Saïd Mohamed Jaffar (1918-1993)       | 3 août 1975    | 3 janvier 1976         | 10 mois                   | RDPC            | Président du Conseil national de la Révolution (jusqu'au 10 août 1975) Président du Conseil national exécutif |
| Ali Soilih          | Ali Soilih (1937-1978)                | 3 janvier 1976 | 13 mai 1978 (renversé) | 2 ans, 4 mois et 10 jours | FNU             | Chef de l'État (jusqu'au 28 octobre 1977) Président du Conseil national exécutif                              |
| Saïd Atthoumani     | Saïd Atthoumani                       | 13 mai 1978    | 23 mai 1978            | 10 jours                  | FNU             | Président du Directoire politico-militaire                                                                    |

## République fédérale islamique des Comores (1978-2001)
| Portrait                     | Titulaire (Naissance-mort)               | Élection    | Mandat            | Mandat                              | Mandat                     | Parti politique         | Titre |
| Portrait                     | Titulaire (Naissance-mort)               | Élection    | Début             | Fin                                 | Durée                      | Parti politique         | Titre |
| ---------------------------- | ---------------------------------------- | ----------- | ----------------- | ----------------------------------- | -------------------------- | ----------------------- | --- |
|                              | Ahmed Abdallah Abderamane (1919-1989)    | —           | 23 mai 1978       | 3 octobre 1978                      | 4 mois et 10 jours         | UDC                     | Co-présidents du Directoire politico-militaire                                                           |
| Ahmed Mohamed                | Ahmed Mohamed (1917-1984)                | —           | 23 mai 1978       | 3 octobre 1978                      | 4 mois et 10 jours         | UDC                     | Co-présidents du Directoire politico-militaire                                                           |
|                              | Ahmed Abdallah Abderamane (1919-1989)    | 1978 1984   | 3 octobre 1978    | 26 novembre 1989 (mort en fonction) | 11 ans, 1 mois et 23 jours | UDC (jusqu'en 1982) UCP | Président du Directoire (jusqu'au 25 octobre 1978) Président de la République                            |
| Haribon Chebani              | Haribon Chebani                          | intérim     | 26 novembre 1989  | 27 novembre 1989                    | 1 jour                     | UCP                     | Président de la République par intérim                                                                   |
| Saïd Mohamed Djohar          | Saïd Mohamed Djohar (1918-2005)          | intérim     | 27 novembre 1989  | 20 mars 1990                        | 6 ans, 1 mois et 2 jours   | UCP (jusqu'en 1991)     | Président de la République                                                                               |
| Saïd Mohamed Djohar          | Saïd Mohamed Djohar (1918-2005)          | 1990        | 20 mars 1990      | 29 septembre 1995 (renversé)        | 6 ans, 1 mois et 2 jours   | RDR                     | Président de la République                                                                               |
| Combo Ayouba                 | Combo Ayouba (1952-2010)                 | —           | 29 septembre 1995 | 2 octobre 1995                      | 3 jours                    | Militaire               | Coordinateur du Comité militaire de transition                                                           |
| Mohamed Taki Abdoulkarim     | Mohamed Taki Abdoulkarim (1936-1998)     | intérim     | 2 octobre 1995    | 5 octobre 1995                      | 3 jours                    | UNDC                    | Co-présidents de la République par intérim                                                               |
| Said Ali Kemal               | Said Ali Kemal (1938-2020)               | intérim     | 2 octobre 1995    | 5 octobre 1995                      | 3 jours                    | PUFI                    | Co-présidents de la République par intérim                                                               |
| Caabi El-Yachroutu Mohamed   | Caabi El-Yachroutu Mohamed (né en 1950)  | intérim     | 5 octobre 1995    | 26 janvier 1996                     | 3 mois et 21 jours         | RDR                     | Président de la République par intérim                                                                   |
| Saïd Mohamed Djohar          | Saïd Mohamed Djohar (1918-2005)          | —           | 26 janvier 1996   | 25 mars 1996                        | 1 mois et 28 jours         | RDR                     | Président de la République                                                                               |
| Mohamed Taki Abdoulkarim     | Mohamed Taki Abdoulkarim (1936-1998)     | 1996        | 25 mars 1996      | 6 novembre 1998 (mort en fonction)  | 2 ans, 7 mois et 12 jours  | RND                     | Président de la République                                                                               |
| Tadjidine ben Saïd Massounde | Tadjidine ben Saïd Massounde (1933-2004) | intérim     | 6 novembre 1998   | 30 avril 1999 (renversé)            | 5 mois et 24 jours         | Indépendant             | Président de la République par intérim                                                                   |
| Azali Assoumani              | Azali Assoumani (né en 1959)             | Coup d'État | 30 avril 1999     | 23 décembre 2001                    | 2 ans, 7 mois et 23 jours  | Militaire               | Chef d'état-major de l'Armée nationale de développement (jusqu'au 6 mai 1999) Président du Comité d'État |

## Union des Comores (depuis 2001)
Depuis l'adoption de la Constitution de 2001, le chef d'État est connu sous le nom de « Président de l'union des Comores ».
| Portrait                     | Titulaire (Naissance-mort)                              | Élection  | Mandat           | Mandat          | Mandat                    | Parti politique | Parti politique |
| Portrait                     | Titulaire (Naissance-mort)                              | Élection  | Début            | Fin             | Durée                     | Parti politique | Parti politique |
| ---------------------------- | ------------------------------------------------------- | --------- | ---------------- | --------------- | ------------------------- | --------------- | --------------- |
| Azali Assoumani              | Azali Assoumani (né en 1959) Président du Comité d'État | —         | 23 décembre 2001 | 21 janvier 2002 | 29 jours                  |                 | Militaire       |
| Hamadi Madi Boléro           | Hamadi Madi Boléro (né en 1965)                         | intérim   | 21 janvier 2002  | 26 mai 2002     | 4 mois et 5 jours         |                 | PRC             |
| Azali Assoumani              | Azali Assoumani (né en 1959)                            | 2002      | 26 mai 2002      | 26 mai 2006     | 4 ans                     |                 | CRC             |
| Ahmed Abdallah Mohamed Sambi | Ahmed Abdallah Mohamed Sambi (né en 1958)               | 2006      | 26 mai 2006      | 26 mai 2011     | 5 ans                     |                 | Indépendant     |
| Ikililou Dhoinine            | Ikililou Dhoinine (né en 1962)                          | 2010      | 26 mai 2011      | 26 mai 2016     | 5 ans                     |                 | Baobab/UPDC     |
| Azali Assoumani              | Azali Assoumani (né en 1959)                            | 2016      | 26 mai 2016      | 13 février 2019 | 2 ans, 8 mois et 18 jours |                 | CRC             |
| Moustadroine Abdou           | Moustadroine Abdou (né en 1969)                         | intérim   | 13 février 2019  | 3 avril 2019    | 1 mois et 21 jours        |                 | CRC             |
| Azali Assoumani              | Azali Assoumani (né en 1959)                            | 2019 2024 | 3 avril 2019     | en cours        | 6 ans, 2 mois et 9 jours  |                 | CRC             |